# Sebree
Smithland – miasto w Stanach Zjednoczonych, w stanie Kentucky, w hrabstwie Webster.